# Bridoré
Bridoré est un village français qui appartient au canton de Loches et à l'arrondissement de Loches, situé dans le département d'Indre-et-Loire en région Centre-Val de Loire.

## Géographie

### Localisation et communes limitrophes
Entouré par les communes de Fléré-la-Rivière, Verneuil-sur-Indre et Saint-Hippolyte, Bridoré est situé à 48 km au sud-est de Joué-lès-Tours, la plus grande ville des environs. 
Le bourg est situé sur une colline culminant à 144 mètres (au-dessus du niveau de la mer) la rivière l'Indre est le principal cours d'eau qui traverse la commune de Bridoré.
La commune est proche du parc naturel régional de la Brenne à environ 13 km.
La commune se trouve dans l'aire géographique et dans la zone de production du lait, de fabrication et d'affinage du fromage Valençay.
| Verneuil-sur-Indre |         |                        |
| Verneuil-sur-Indre | Bridoré | Saint-Hippolyte        |
| Verneuil-sur-Indre |         | Fléré-la-Rivière Indre |

### Hydrographie

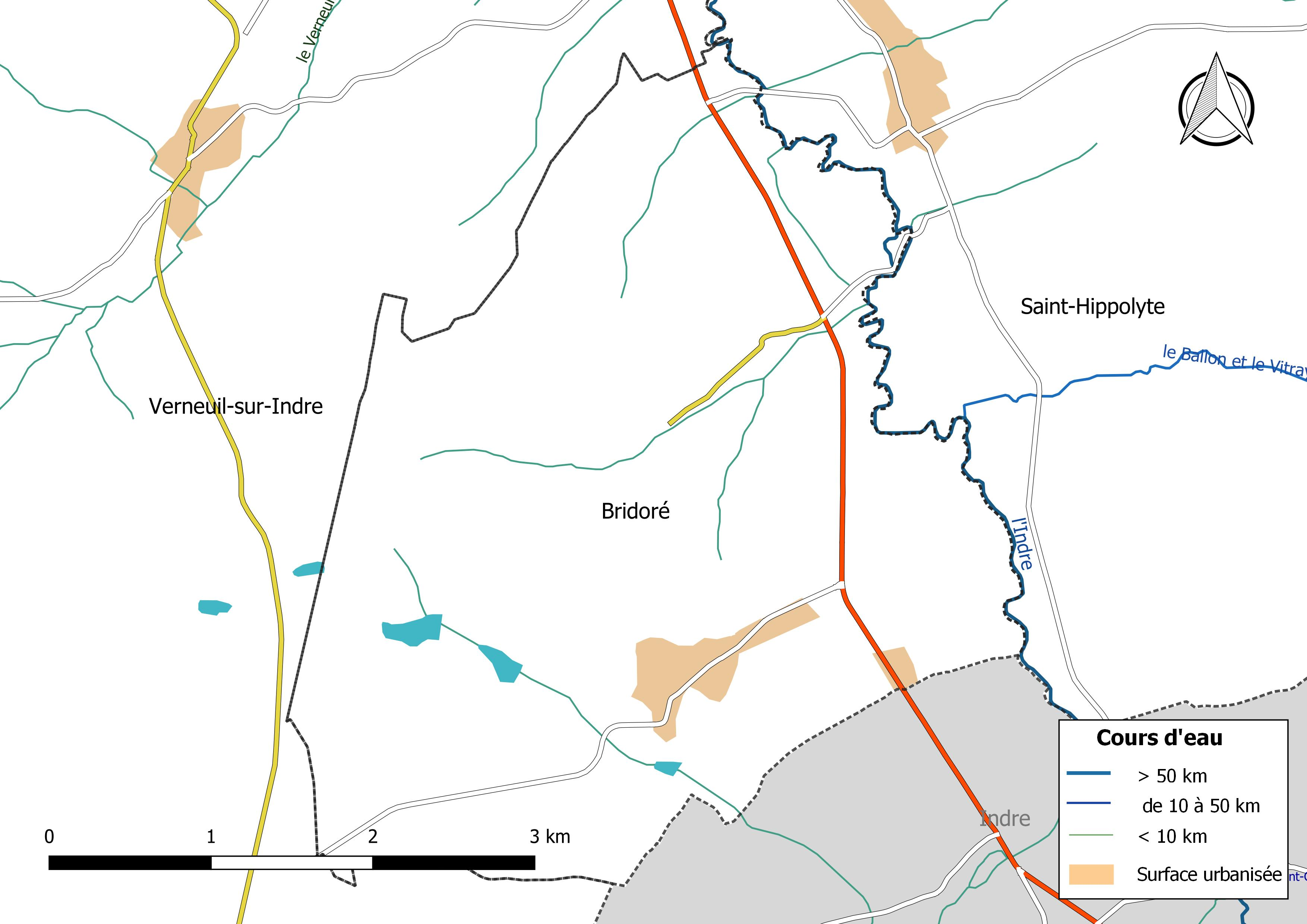
Réseau hydrographique de Bridoré.

La commune est bordée sur son flanc est par l'Indre (1,632 km)qui en constitue la limite communale. Le réseau hydrographique communal, d'une longueur totale de 11,49 km, comprend en outre six petits cours d'eau,.
L'Indre, d'une longueur totale de 279,4 km, prend sa source à une altitude de 453 m sur le territoire de Saint-Priest-la-Marche dans le  département du Cher et se jette dans la Loire à Avoine, après avoir traversé 58 communes. Les crues de l'Indre sont le plus souvent de type inondation de plaine. Sur le plan de la prévision des crues, la commune est située dans le tronçon de l'Indre tourangelle, dont la station hydrométrique de référence la plus proche est située à Perrusson. La hauteur maximale historique a été atteinte en novembre 1770. La hauteur maximale mesurée s'établit à 3,30 et a été observée le 21 décembre 1982.
Ce cours d'eau est classé dans les listes 1 et 2 au titre de l'article L. 214-17 du code de l'environnement sur le Bassin Loire-Bretagne. Au titre de la liste 1, aucune autorisation ou concession ne peut être accordée pour la construction de nouveaux ouvrages s'ils constituent un obstacle à la continuité écologique et le renouvellement de la concession ou de l'autorisation des ouvrages existants est subordonné à des prescriptions permettant de maintenir le très bon état écologique des eaux. Au titre de la liste 2, tout ouvrage doit être géré, entretenu et équipé selon des règles définies par l'autorité administrative, en concertation avec le propriétaire ou, à défaut, l'exploitant,. 
Sur le plan piscicole, l'Indre est classée en deuxième catégorie piscicole. Le groupe biologique dominant est constitué essentiellement de poissons blancs (cyprinidés) et de carnassiers (brochet, sandre et perche).
Deux zones humides ont été répertoriées sur la commune par la direction départementale des territoires (DDT) et le conseil départemental d'Indre-et-Loire : « la vallée de l'Indre : de la prairie d'Oizay aux Anglées » et « les étangs de la Chaperonnière »,.

### Transports et voies de communications

#### Réseau routier
Bridoré est traversé par les routes départementales 943 et 241.

#### Desserte ferroviaire
La commune est traversée par la voie ferrée, qui longent la D943; cette voie est temporairement inutilisables.

#### Bus
La commune est desservie par la ligne TER Centre-Val de Loire : Châteauroux ↔ Tours.
Et la ligne scolaire SE1-7 et SE1-4

### Climat
Pour des articles plus généraux, voir Climat du Centre-Val de Loire et Climat d'Indre-et-Loire.
En 2010, le climat de la commune est de type climat océanique altéré, selon une étude du CNRS s'appuyant sur une série de données couvrant la période 1971-2000. En 2020, Météo-France publie une typologie des climats de la France métropolitaine dans laquelle la commune est toujours exposée à un climat océanique altéré et est dans la région climatique Centre et contreforts nord du Massif Central, caractérisée par un air sec en été et un bon ensoleillement.
Pour la période 1971-2000, la température annuelle moyenne est de 11,8 °C, avec une amplitude thermique annuelle de 15,4 °C. Le cumul annuel moyen de précipitations est de 726 mm, avec 11,4 jours de précipitations en janvier et 6,8 jours en juillet. Pour la période 1991-2020, la température moyenne annuelle observée sur la station météorologique de Météo-France la plus proche, sur la commune de Perrusson à 10 km à vol d'oiseau, est de 12,3 °C et le cumul annuel moyen de précipitations est de 730,3 mm,. Pour l'avenir, les paramètres climatiques de la commune estimés pour 2050 selon différents scénarios d'émission de gaz à effet de serre sont consultables sur un site dédié publié par Météo-France en novembre 2022.

## Économie
5,71%>>taux de chômage
86,71%>>couverture de la fibre

## Urbanisme

### Typologie
Au 1er janvier 2024, Bridoré est catégorisée commune rurale à habitat dispersé, selon la nouvelle grille communale de densité à sept niveaux définie par l'Insee en 2022.
Elle est située hors unité urbaine. Par ailleurs la commune fait partie de l'aire d'attraction de Loches, dont elle est une commune de la couronne,. Cette aire, qui regroupe 23 communes, est catégorisée dans les aires de moins de 50 000 habitants,.

### Occupation des sols
L'occupation des sols de la commune, telle qu'elle ressort de la base de données européenne d’occupation biophysique des sols Corine Land Cover (CLC), est marquée par l'importance des territoires agricoles (93,4 % en 2018), en diminution par rapport à 1990 (95,1 %). La répartition détaillée en 2018 est la suivante : 
terres arables (63 %), zones agricoles hétérogènes (16,3 %), prairies (14,1 %), forêts (4 %), zones urbanisées (2,5 %). L'évolution de l’occupation des sols de la commune et de ses infrastructures peut être observée sur les différentes représentations cartographiques du territoire : la carte de Cassini (XVIIIe siècle), la carte d'état-major (1820-1866) et les cartes ou photos aériennes de l'IGN pour la période actuelle (1950 à aujourd'hui).

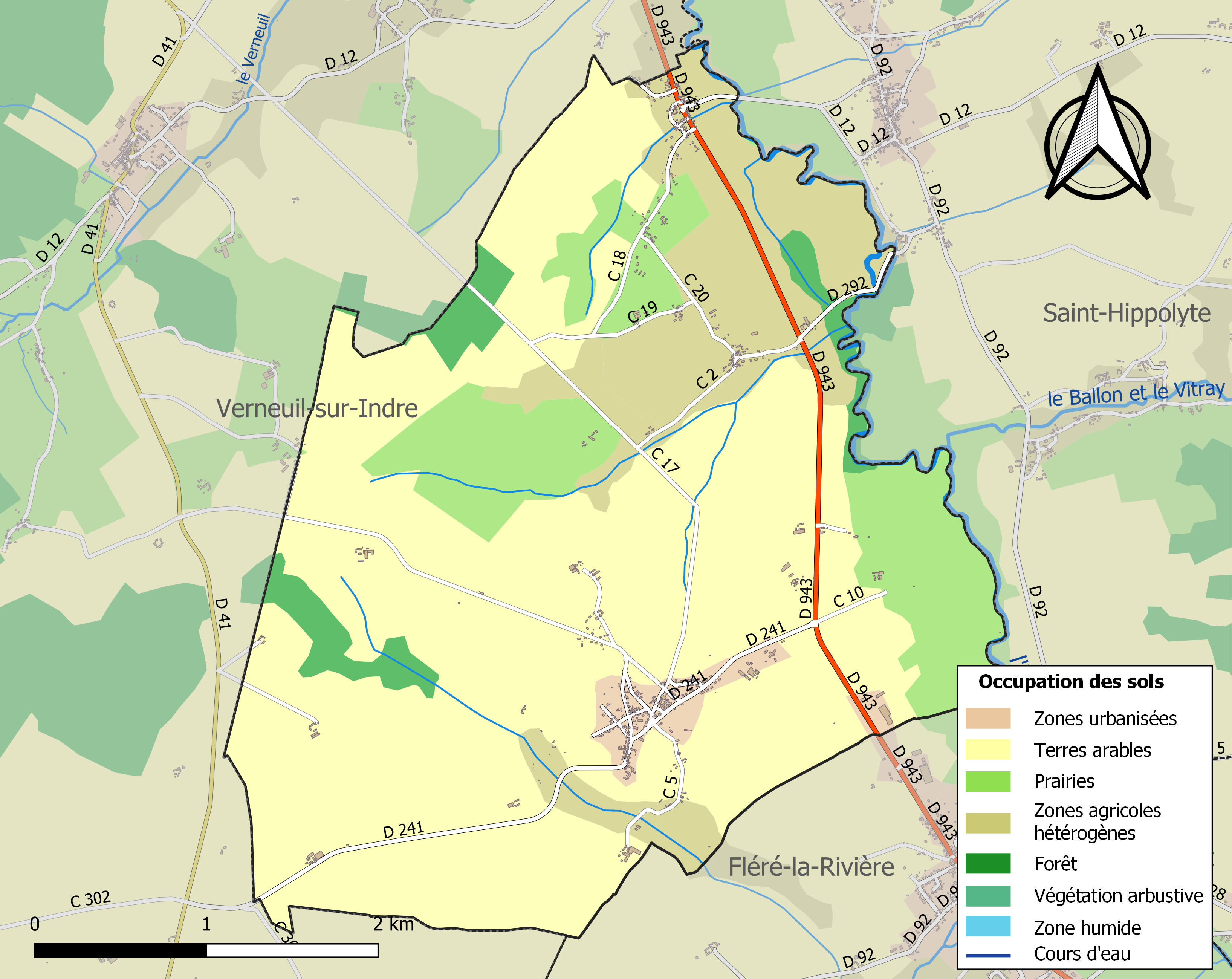
Carte des infrastructures et de l'occupation des sols de la commune en 2018 (CLC).

### Risques majeurs
Le territoire de la commune de Bridoré est vulnérable à différents aléas naturels : météorologiques (tempête, orage, neige, grand froid, canicule ou sécheresse), inondations et séisme (sismicité faible). Un site publié par le BRGM permet d'évaluer simplement et rapidement les risques d'un bien localisé soit par son adresse soit par le numéro de sa parcelle.
Certaines parties du territoire communal sont susceptibles d’être affectées par le risque d’inondation par débordement de cours d'eau, notamment l'Indre. La commune a été reconnue en état de catastrophe naturelle au titre des dommages causés par les inondations et coulées de boue survenues en 1982, 1999 et 2016,.

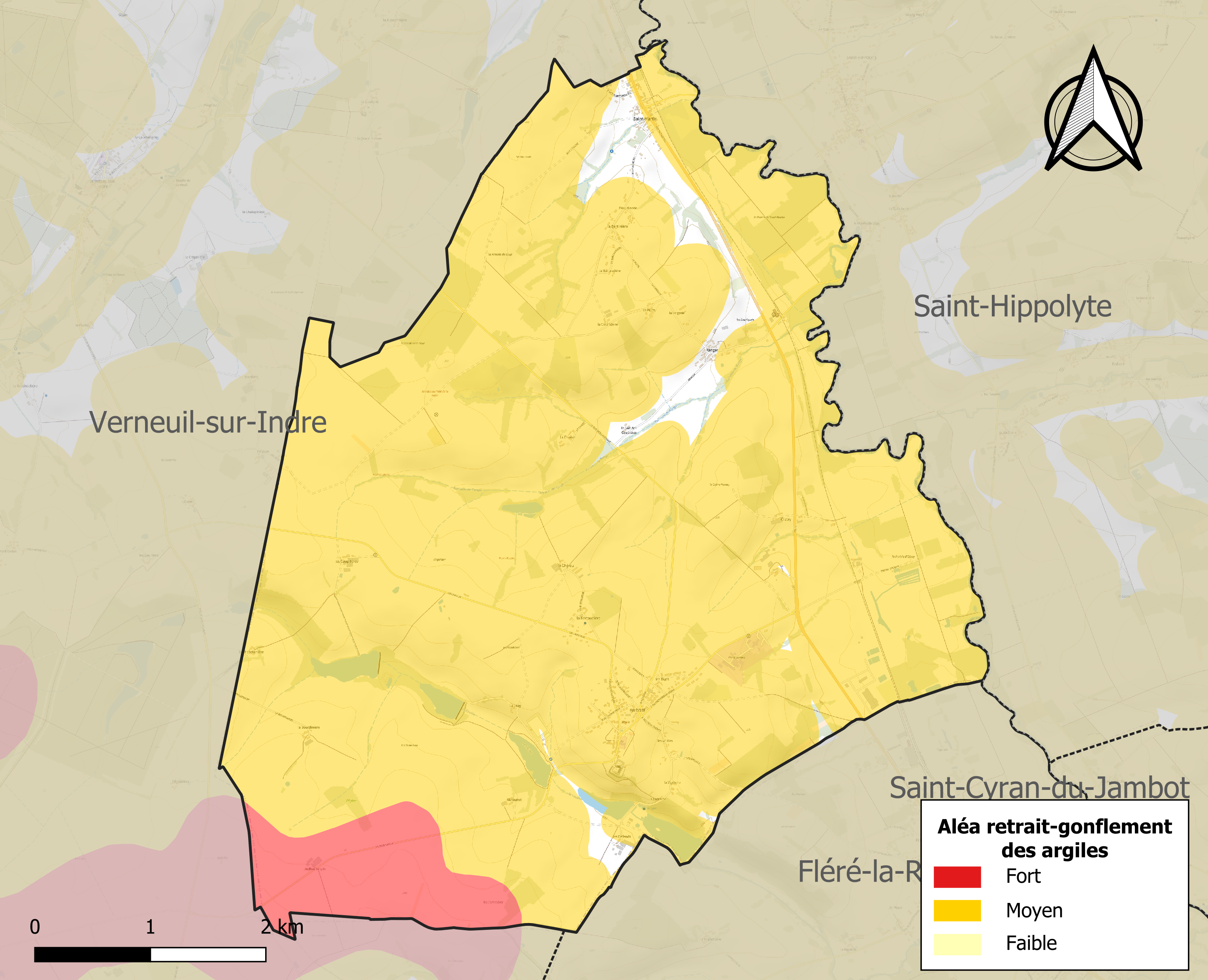
Carte des zones d'aléa retrait-gonflement des sols argileux de Bridoré.

Le retrait-gonflement des sols argileux est susceptible d'engendrer des dommages importants aux bâtiments en cas d’alternance de périodes de sécheresse et de pluie. 95,7 % de la superficie communale est en aléa moyen ou fort (90,2 % au niveau départemental et 48,5 % au niveau national). Sur les 237 bâtiments dénombrés sur la commune en 2019, 207 sont en aléa moyen ou fort, soit 87 %, à comparer aux 91 % au niveau départemental et 54 % au niveau national. Une cartographie de l'exposition du territoire national au retrait gonflement des sols argileux est disponible sur le site du BRGM,.
Concernant les mouvements de terrains, la commune a été reconnue en état de catastrophe naturelle au titre des dommages causés par la sécheresse en 1997 et par des mouvements de terrain en 1999.

## Toponymie
Bridore ad Andriam, VIe siècle (H. de Valois, Notiticia gallicanorum.) ; Brioderus vicus, VIIe siècle (Acta Sanctorum, mai, tome V, p. 228 : Acta Sancti Austregisilii) ; Brolium Dore, XIIIe siècle (Dom Housseau, Charte de l'abbaye de Baugerais) ; Breuil Doré, 1454 ; Ymbert de Briault, escuyer, natif de Savoye, demourant au Bridoré, en Touraine, juillet 1496 (A.N.-JJ 227, no 82, fol. 42) ; Le Bridoré, La paroisse du Bridoré, 1654 (Terrier du Bridoré, passim) ; Le Bridoré, XVIIIe siècle (carte de Cassini) ; Commune d’Oizay Cerçay Bridoré, an VI.

Le chef-lieu de la paroisse d’Oizay fut déplacé au Bridoré au début du XVIe siècle.
Quand le premier nom, issu de briga-ó-durum devenu *Briodr-, a été mal compris, il a été modifié en « breuil doré » ou « breuil d’un certain Doré ».

La forme Brioderus renvoie au gaulois briga « mont » et à un second élément derus, thème obscur qui devrait correspondre au gaulois o-durum « hauteur , lieu fortifié, forteresse », qui serait devenu *Briodr ; puis attraction de l'oïl doré ; Bridoré signifierait alors : « la hauteur fortifiée », qui correspond au site du château, noyau primitif qui donna naissance à la paroisse au XVIe siècle, puis à la commune en 1790.

## Histoire
Féodalité : voir plus bas le paragraphe « Château de Bridoré ».
Entre 1790 et 1794, la commune de Bridoré annexe les anciennes communes de Cerçay et Oizay.
Au cours de la Révolution française, la commune porta provisoirement les noms de Bridoré-et-Martin et de Cerçay-Bridoré.

## Politique et administration
| Période                                  | Période         | Identité           | Étiquette | Qualité  |
| ---------------------------------------- | --------------- | ------------------ | --------- | -------- |
| 1958                                     | 1995            | Gustave Gratteau   |           |          |
| mars 2001                                | 2008            | Alain Coutrot      |           |          |
| mars 2008                                | 13 octobre 2013 | Hervé Ageorges     |           |          |
| novembre 2013                            | 2014            | Thierry Frémont    |           |          |
| mars 2014                                | juillet 2020    | Christian Baritaud | SE        | Retraité |
| juillet 2020                             | En cours        | Pascale Morel      |           |          |
| Les données manquantes sont à compléter. |                 |                    |           |          |

## Population et société

### Démographie
L'évolution du nombre d'habitants est connue à travers les recensements de la population effectués dans la commune depuis 1793. Pour les communes de moins de 10 000 habitants, une enquête de recensement portant sur toute la population est réalisée tous les cinq ans, les populations de référence des années intermédiaires étant quant à elles estimées par interpolation ou extrapolation. Pour la commune, le premier recensement exhaustif entrant dans le cadre du nouveau dispositif a été réalisé en 2005.

En 2022, la commune comptait 489 habitants, en évolution de −7,21 % par rapport à 2016 (Indre-et-Loire : +1,67 %, France hors Mayotte : +2,11 %).
| 1793 | 1800 | 1806 | 1821 | 1831 | 1836 | 1841 | 1846 | 1851 |
| ---- | ---- | ---- | ---- | ---- | ---- | ---- | ---- | ---- |
| 368  | 378  | 375  | 403  | 389  | 393  | 379  | 383  | 365  |

| 1856 | 1861 | 1866 | 1872 | 1876 | 1881 | 1886 | 1891 | 1896 |
| ---- | ---- | ---- | ---- | ---- | ---- | ---- | ---- | ---- |
| 400  | 429  | 437  | 435  | 426  | 475  | 466  | 461  | 416  |

| 1901 | 1906 | 1911 | 1921 | 1926 | 1931 | 1936 | 1946 | 1954 |
| ---- | ---- | ---- | ---- | ---- | ---- | ---- | ---- | ---- |
| 436  | 436  | 452  | 399  | 398  | 391  | 381  | 398  | 405  |

| 1962 | 1968 | 1975 | 1982 | 1990 | 1999 | 2005 | 2006 | 2010 |
| ---- | ---- | ---- | ---- | ---- | ---- | ---- | ---- | ---- |
| 370  | 373  | 363  | 426  | 461  | 476  | 429  | 489  | 552  |

| 2015 | 2020 | 2022 | - | - | - | - | - | - |
| ---- | ---- | ---- | - | - | - | - | - | - |
| 531  | 484  | 489  | - | - | - | - | - | - |

### Enseignement
Bridoré se situe dans l'Académie d'Orléans-Tours (Zone B) et dans la circonscription de Loches. Les élèves sont accueillis dans l'école élémentaire publique de la commune.

### Loisirs, tourisme et événements
La commune possède un plan d'eau (d'origine artificielle), où pêcheurs, campeurs, promeneurs et randonneurs peuvent cohabiter.
Un feu d'artifice est proposé chaque nouvelle année pour célébrer les vœux du maire.
Des randonnées ont lieu chaque année ainsi qu'une course de vélo.

## Culture locale et patrimoine

### Lieux et monuments
L'église Saint-Martin d'Oizay, inscrite comme monument historique en 1949, remonte au XIIe siècle.
Bridoré possède deux monuments datant du XVe siècle, la forteresse dite de Barbe-Bleue et l'église Saint-Roch.
Château de Bridoré
La forteresse construite sur le site dit Breuil-Doré est à l'origine du petit village. Dans la première moitié du XIIIe siècle, Josbert Ier de Ste-Maure, Pressigny et Nouâtre, mari d'Agnès de Vendôme, est seigneur de Bridoré, et après lui leur fils cadet le maréchal Renaud Ier de Précigny, † croisé en 1270 en Tunisie ; puis l'arrière-petite-fille de ce dernier, Marguerite de Précigny (fille de Renaud III, fils de Renaud II, lui-même fils du maréchal Renaud), et son mari Godemar Ier de Linières, veuf d'Agnès de Sancerre et † en 1340 ; une de leurs enfants, Florie de Linières, † 1406, transmit Bridoré à son premier mari, le premier maréchal Boucicaut, qui suit († 1368 ; aussi sire de La Bourdaisière), puis temporairement à son second époux, le chevalier Maurice Mauvinet, † vers 1375.
Cette forteresse fut rebâtie sous Charles V de même que la chapelle Saint-Roch, devenue église paroissiale, pour le maréchal de France Jean Ier Le Meingre dit Boucicaut (1310-1368), puis par son fils, Jean II Le Meingre dit Boucicaut (1366-1421, sans postérité survivante ; aussi maréchal de France) ; Bridoré passe ensuite à Geoffroi Boucicaut, le frère cadet de Jean II le Meingre, puis à ses deux fils Jean et Louis Le Meingre (fils de sa deuxième épouse Isabeau, fille de Louis de Poitiers-Valentinois-Saint-Vallier ; co-seigneurs de Bridoré, cités en 1463 ; les deux † sans postérité).
Imbert de Batarnay du Bouchage (1438-1523), sire de Montrésor en 1491/1493, conseiller des rois Louis XI, Charles VIII et Louis XII, achète la seigneurie du Bridoré en 1475 à Louis Le Meingre. Il met au point le prototype de la défense enterrée, dont s’inspirera Vauban : la caponnière. Il rehausse le donjon qui atteint ainsi trente mètres et le couvre d’une charpente avec des échauguettes ; mais finalement, Monsieur du Bouchage, alias le riche comte, préférera Montrésor pour sa résidence favorite et le lieu de la nécropole familiale (collégiale de Montrésor). Son fils cadet François de Batarnay († prédécédé en 1513), oncle maternel de Diane de Poitiers et mari de Françoise de Maillé la Jeune, dame de Rillé (1496-1516) , est père de René de Batarnay (1513-v. 1580), père lui-même de Gabrielle de Batarnay (1546-1570) qui épouse en 1570 Gaspard de La Châtre de Nançay (vers 1539-1576), d'où Henri de La Châtre, Ier comte de Nançay en 1609/1610, père d'Edme de La Châtre († 1645). Ce dernier vend Bridoré en avril/mai 1641 à Charles de Boursault, † 1653, seigneur de Viantais et de Voise.
En 1641, le marquis de Viantais, Charles de Boursault, acquiert donc la seigneurie du Bridoré. Le fils de Charles, Pierre de Boursault (1624-1704), maréchal de camp, hérite de Bridoré, puis sa propre fille Anne-Louise, qui cède le domaine le 10 avril 1717 aux religieuses viantaises de Beaulieu, fondées par les sœurs de Pierre, Catherine-Angélique (1619-1712) et Renée-Thérèse de Boursault (~1626-1714). Vendu comme bien national à la Révolution, il reste dans la même famille jusqu’à aujourd’hui. Classé Monument historique en 1911, restauré par les peintres Simone Lefèvre et Pierre Mouveau. Ce sont maintenant leurs petits-enfants, Virginie Feugier et son frère Pierre Alexandre Mouveau, qui assurent la conservation et la restauration de ce site.
Église Saint-Roch
L'église Saint-Roch de Bridoré, construite au XVe siècle, est inscrite comme monument historique en 1926.